# Звигильский, Александр
Александр Звигильский (фр. Alexandre Zviguilsky, род. 19 декабря 1932, Париж) — французский филолог-русист, автор сотен статей и десятков книг, профессор Сорбонны, председатель Общества друзей Тургенева, создатель мемориального музея Тургенева в парижском предместье Буживаль, организатор множества выставок, литературных и музыкальных вечеров, научных конференций.

## Биография
Родился в семье Якова Звигильского, который родился в Кишинёве и после 1918 года эмигрировал сначала в Бельгию, а потом — во Францию, и Фанни Кроль, дочери богатого купца, которая родилась в Витебске и эмигрировала после Октябрьской революции сначала в Германию, а потом — во Францию.

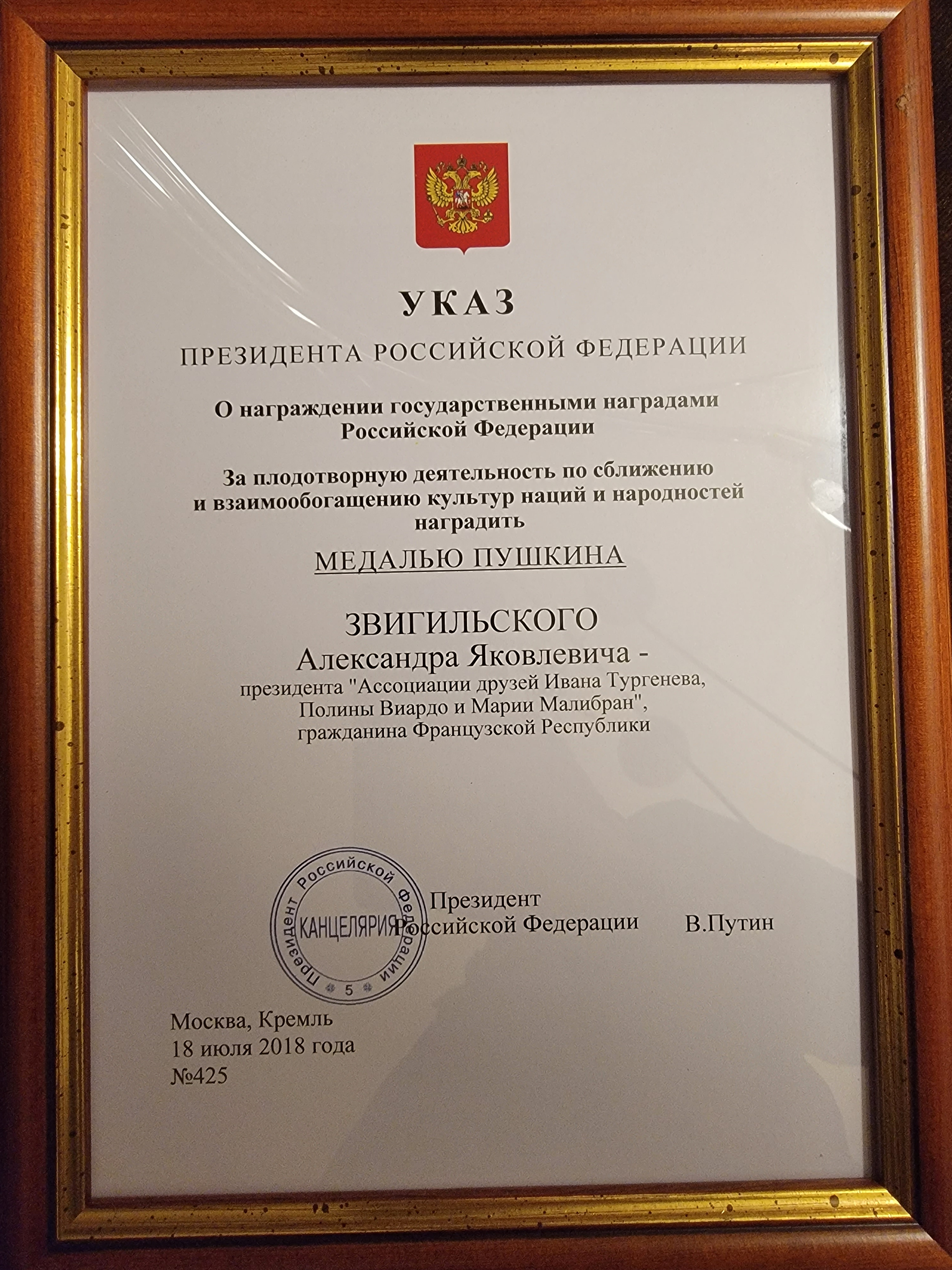
Указ Президента РФ о награждении Звигильского медалью Пушкина

В парижском лицее Бюффона Александр увлекся испанским языком и стал впоследствии доктором филологических наук по испанистике. Его докторская диссертация была о политических, культурных и литературных отношений между Россией и Испанией в 1801—1861 годах.
С 1957 года Звигильский изучал творчество и переписку И. С. Тургенева. В начале 1970-х годов им были опубликованы три тома переписки Тургенева с семейством Виардо, а в 1989 году — его переписка с Флобером. В 1977 году основал Ассоциацию друзей Ивана Тургенева, Полины Виардо и Марии Малибран, издавал литературно-музыкальный журнал (28 выпусков). В 1983 году он открыл музей в доме, где жил и умер Тургенев в Буживале под Парижем.
Звигильский — член редколлегии Полного собрания сочинений и писем И. С. Тургенева, издаваемого РАН.
В 1984 году был награждён Орденом Искусств и литературы (Journal officiel, 25.04.1984). В 2018 году Президент РФ В. Путин наградил его медалью Пушкина.

## Семья
- Жена — Тамара, гражданка СССР, гид, с которой Александр Звигильский познакомился во время поездки в СССР, эмигрировала во Францию, стала преподавателем русского языка и литературы в Сорбонне[4].
- Сын — Марк Звигильский, вместе со своими родителями и братом приложил много сил для создания Музея И. С. Тургенева в Буживале, стал директором этого музея. Окончании режиссерский факультет ВГИК им. С. А. Герасимова в мастерской В. Наумова, автор театральной пьесы "Песнь Ясеней"о жизни И. С. Тургенева и П. Виардо. Снял также несколько доументальных фильмов, посвященных поместью «Ясени» и музею в Буживале, а также фильмы, посвященные русской культуре и ее распространению как во Франции, так и во всей Европе[5][4].

## Библиография

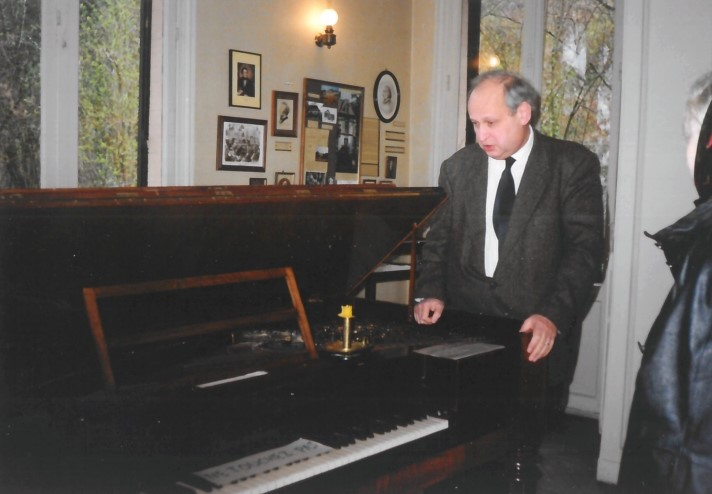
Звигильский у пианино Тургенева в музее в Буживале